# Mysmenopsis cube
Espèce
Mysmenopsis cube est une espèce d'araignées aranéomorphes de la famille des Mysmenidae.

## Distribution
Cette espèce est endémique d'Équateur,. Elle se rencontre dans les provinces d'Esmeraldas et de Santo Domingo de los Tsáchilas.

## Description
Le mâle holotype mesure 1,7 mm et la femelle paratype 2,09 mm.

## Éthologie
Cette araignée cleptoparasite se rencontre sur la toile de Linothele tsachilas.

## Étymologie
Son nom d'espèce lui a été donné en référence au lieu de sa découverte, Laguna de Cube.

## Publication originale
- Dupérré & Tapia, 2020 : Megadiverse Ecuador: a review of Mysmenopsis (Araneae, Mysmenidae) of Ecuador, with the description of twenty-one new kleptoparasitic spider species. Zootaxa, no 4761(1), p. 1-81.